# دبیرستان موزیکال: موزیکال: سریال
دبیرستان موزیکال: موزیکال: سریال (انگلیسی: High School Musical: The Musical: The Series) سریال موزیکالی مربوط به مجموعه فیلم مدرسه موزیکال ساخته تیم فدلر برای شبکه دیزنی پلاس می‌باشد که در سال ۲۰۱۹ منتشر شد. شورانر چهار قسمت ابتدایی فیلم اولیور گولدستیک بود و در پایان فصل ک فدلر جانشین او شد. داستان در مدرسه ای که فیلم اصلی فیلم‌برداری شده اتفاق می‌افتد که معلم جدیدی استخدام می‌شود که شورو انگیزه دانش اموزان را برمی‌انگیزد و تئاتر موزیکال راجع‌به داستان فیلم دبیرستان موزیکال را شروع به ساختن می‌کند و در این بین ارتباط بین دو دانش آموز ریکی با بازی جاشوا باست و نینی با بازی اولیویا رودریگو به مشکل می‌خورد.
دبیرستان موزیکال: موزیکال: سریال برای اولین بار در تاریخ ۸ نوامبر ۲۰۱۹ در ۱۰ قسمت منتشر شد. دیزنی پیش از انتشار سریال، ان را برای فصل دوم تمدید کرد. این سریال پاسخ مثبت به همراه نظرات انتقادی که عملکرد بازیگران را برجسته می‌کند، دریافت کرده‌است. این فیلم نامزد دریافت جایزه رسانه‌ای GLAAD در سال ۲۰۲۰ برای برنامه تلویزیونی خانوادگی و کودکان شد.